# Selec
Selec és un poble i municipi d'Eslovàquia que es troba a la regió de Trenčín.

## Història
La primera menció escrita de la vila es remunta al 1439.

## Demografia
| Godina             | 1994 | 2004   | 2014   | 2024   |
| ------------------ | ---- | ------ | ------ | ------ |
| Nombre de persones | 904  | 957    | 1004   | 1007   |
| Diferència         |      | +5,86% | +4,91% | +0,29% |

| Godina             | 2023 | 2024   |
| ------------------ | ---- | ------ |
| Nombre de persones | 1004 | 1007   |
| Diferència         |      | +0,29% |